# 田中明 (政治家)
田中 明（たなか あきら、1961年〈昭和36年〉2月14日 - ）は、日本の政治家。岐阜県高山市長（1期）。

## 来歴・人物
高山市出身。岐阜県立斐太高等学校、東海大学文学部卒業後、商社の日邦産業株式会社勤務を経て、1987年に高山市役所に入庁し、企画部長や海外戦略部長を務めた。2021年に市役所を定年退職し、同年4月にインバウンド誘客事業を手がける旅行会社「シージェット」を立ち上げたほか、2022年5月からは飛騨・高山観光コンベンション協会専務理事を務めた。
2022年6月、高山市長の國島芳明が、同年8月21日告示・28日投開票の市長選に立候補しない意向を表明。翌7月には地元の自民党関係者から出馬要請を受けた田中が立候補の意向を固め、同30日に正式に出馬を表明した。市長選では田中は自民党と公明党から推薦を受けたほか、國島市長や観光業界などの組織からも支援を受け、市政の更新を訴えた新人の益田大輔を約3,700票差で制して初当選した。
※当日有権者数：70,970人 最終投票率：64.87%（前回比：＋2.93pts）
| 候補者名 | 年齢 | 所属党派 | 新旧別 | 得票数   | 得票率 | 推薦・支持         |
| -------- | ---- | -------- | ------ | -------- | ------ | ------------------ |
| 田中明   | 61   | 無所属   | 新     | 19,815票 | 43.4%  | 自由民主党・公明党 |
| 益田大輔 | 47   | 無所属   | 新     | 16,140票 | 35.2%  |                    |
| 藤江久子 | 69   | 無所属   | 新     | 5,429票  | 11.9%  |                    |
| 東康弘   | 58   | 無所属   | 新     | 4,277票  | 9.4%   |                    |

## 不祥事
高山市は条例により、煙草吸い殻を含むごみのポイ捨てを全域で禁じている。これに違反して、2022年11月13日と同14日に田中の自宅前で吸い殻を側溝にポイ捨てした人物を撮影したとする動画が「TikTok」で投稿されて拡散され、田中は翌月の12月15日に記者会見して自身だったと認めて「飲酒し、無意識だった」「普段、吸い殻は携帯灰皿に収めるようにしている」と述べて、この二日間以外にポイ捨てした認識したないと釈明して謝罪した。しかし、別の日にも田中が吸い殻をポイ捨てした場面を撮影した映像がその後に投稿され、田中は『中日新聞』記者の取材に、市長給与での対応を検討するとした。